# Добресс, Марк-Филипп
Марк-Филипп Добресс (фр. Marc-Philippe Daubresse) — французский политик, сенатор, бывший депутат Национального собрания Франции, бывший министр по делам молодежи, член партии Республиканцы.

## Биография
Родился 1 августа 1953 г. в г. Лилль (департамент Нор). Окончил Центральную школу Лилля и институт управления предприятиями (Institut d'Administration des Entreprises).
В 1974 году начал работать в команде министра по делам коммуникаций Норберта Сегара, в том же году вступил в правоцентристскую партию Союз за французскую демократию, впоследствии, как и большинство её членов, перешел в Союз за народное движение. В 1980-1983 годах работал в компании Bouygues.
Самостоятельную политическую карьеру начал в 1983 года, став вице-мэром города Ламбресар. В 1988 году стал мэром Ламбресара и занимает этот пост до настоящего времени. В 1992 году победил на дополнительных выборах в Национальное собрание по 4-му избирательному округу департамента Нор, с тех пор еще пять раз переизбирался депутатом Национального собрания, в том числе и на выборах в Национальное собрание 2012 г.
В 2004-2005 годах при премьер-министре Жане-Пьере Раффарене занимал посты государственного секретаря, затем заместителя министра городского планирования. В марте 2010 года Добресс стал министром по делам молодежи в правительстве Франсуа Фийона и занимал этот пост до 13 ноября 2010 года.
На региональных выборах 2015 года был четвертым номером в списке правых по департаменту Нор, был избран в Совет региона О-де-Франс, но из-за запрета занимать более двух постов предпочел остаться депутатом и мэром Ламберсара и не стал занимать место в Совете. На выборах в Национальное собрание 2017 года свою кандидатуру не выставлял.
В сентябре 2017 года возглавил список партии Республиканцы на выборах в Сенат Франции от департамента Нор. Этот список получил 12,18 % голосов и два места в Сенате, одно из которых досталось ему.

## Политическая карьера
14.03.1983 — 19.03.1989 - член муниципального совета города Ламберсар

14.03.1983 — 10.02.1988 - вице-мэр города Ламберсар 

17.03.1986 — 22.03.1992 - член регионального совета Нор-Па-де-Кале 

11.02.1988 — н/вр - мэр города Ламберсар 

03.02.1992 — 30.04.2004 - депутат Национального собрания Франции от 4-го избирательного округа департамента Нор 

01.01.2001 — 16.03.2008 - вице-президент агломерации Лилль 

26.06.2002 — 30.09.2003 - вице-президент Национального собрания 

01.10.2003 — 30.04.2004 - вице-президент Национального собрания 

31.03.2004 — 30.10.2004 - государственный министр городского планирования в правительстве Жана-Пьера Рафаррена 

30.10.2004 — 31.05.2005 -  заместитель министра городского планирования в правительстве Жана-Пьера Рафаррена 

19.09.2005 — 23.04.2010 - депутат Национального собрания Франции от 4-го избирательного округа департамента Нор

22.03.2010 — 14.11.2010 - министр по делам молодежи в правительстве Франсуа Фийона 

14.12.2010 — 20.06.2017 - депутат Национального собрания Франции от 4-го избирательного округа департамента Нор 

с 01.10.2017 — сенатор Франции от департамента Нор